# Onhaye

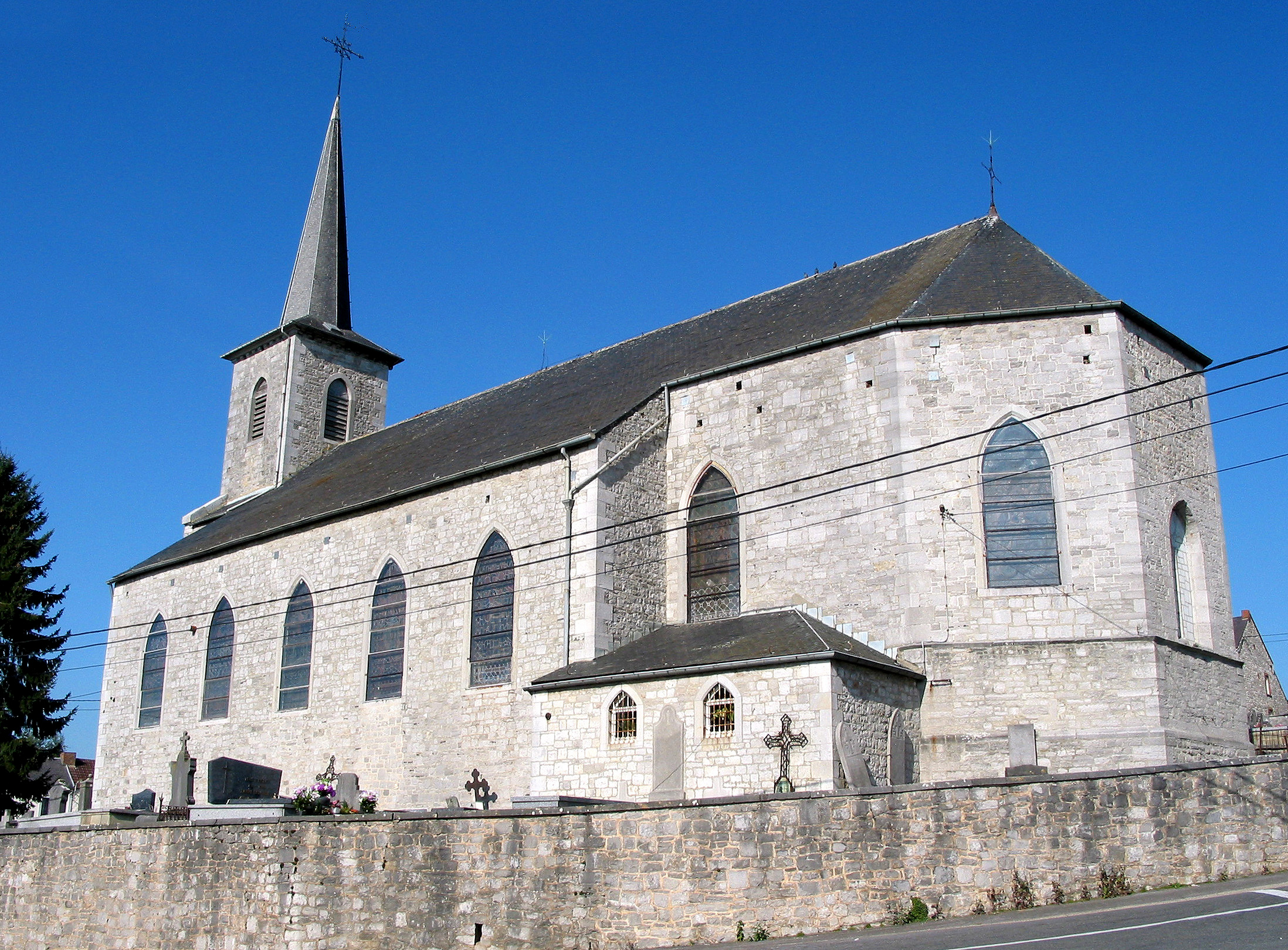
Onhaye, la Iglesia de San Martín (1808).

Onhaye (en valón: Onhaye) es un municipio belga de la provincia de Namur.
A 1 de julio de 2004 hay 3.091 habitantes (1.534 varones y 1.557 mujeres). 
La superficie total es de 65,70 km² con densidad 47,05 hab/km².

## Otras aldeas del municipio
Anthée, Serville, Falaën, Sommière, Weillen y Gérin.

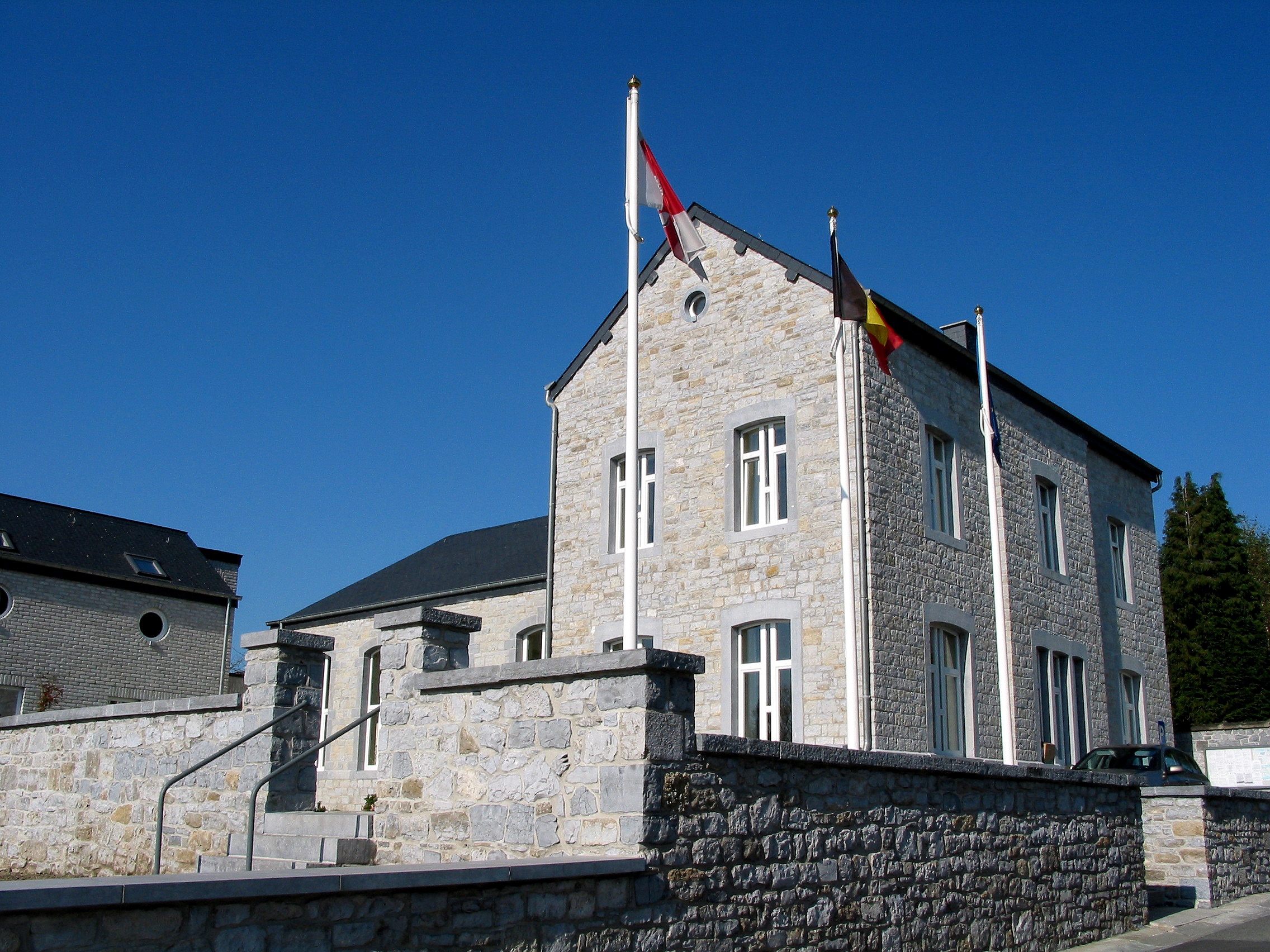
Onhaye, Ayuntamiento.

## Demografía

### Evolución
Todos los datos históricos relativos al actual municipio, el siguiente gráfico refleja su evolución demográfica, incluyendo municipios después de efectuada la fusión el 1 de enero de 1977.
| Gráfica de evolución demográfica de Onhaye entre 1846 y 2020 |
|                                                              |